# Dialeurodes yercaudensis
Dialeurodes yercaudensis là một loài côn trùng cánh nửa trong họ Aleyrodidae, phân họ Aleyrodinae.
Dialeurodes yercaudensis được Jesudasan & David miêu tả khoa học đầu tiên năm 1991.